# Skyfall (canção)
"Skyfall" é a música temática do filme homônimo de 2012, o 23.º da franquia cinematográfica de James Bond, interpretada pela cantora e compositora inglesa Adele. A canção foi escrita por Adele e pelo produtor Paul Epworth e contém orquestração de J. A. C. Redford. A produtora cinematográfica EON Productions convidou a cantora para trabalhar na música no início de 2011 e Adele aceitou a tarefa após ler o roteiro do filme. Adele e Epworth queriam capturar o estilo e o sentimento de outras músicas temas de Bond ao compor a canção, incluindo uma letra sombria e melancólica que refletisse o enredo do filme.
"Skyfall" foi lançada no dia 5 de outubro de 2012 às 0h07min (horário britânico), como parte do Dia Global de James Bond, celebrando os cinquenta anos de lançamento de Dr. No, o primeiro filme da série. A canção rapidamente chegou ao topo da parada do iTunes, e alcançou o segundo lugar na parada britânica UK Singles Chart, e a oitava posição na Billboard Hot 100. As críticas foram positivas, com a canção sendo comparada às músicas de Bond cantadas por Shirley Bassey. "Skyfall" se tornou a primeira canção tema de James Bond a ganhar o Globo de Ouro, o Brit Award, o Grammy Award e o Oscar. Adele cantou a música ao vivo pela primeira vez durante a cerimônia do Oscar 2013.

## Antecedentes e produção

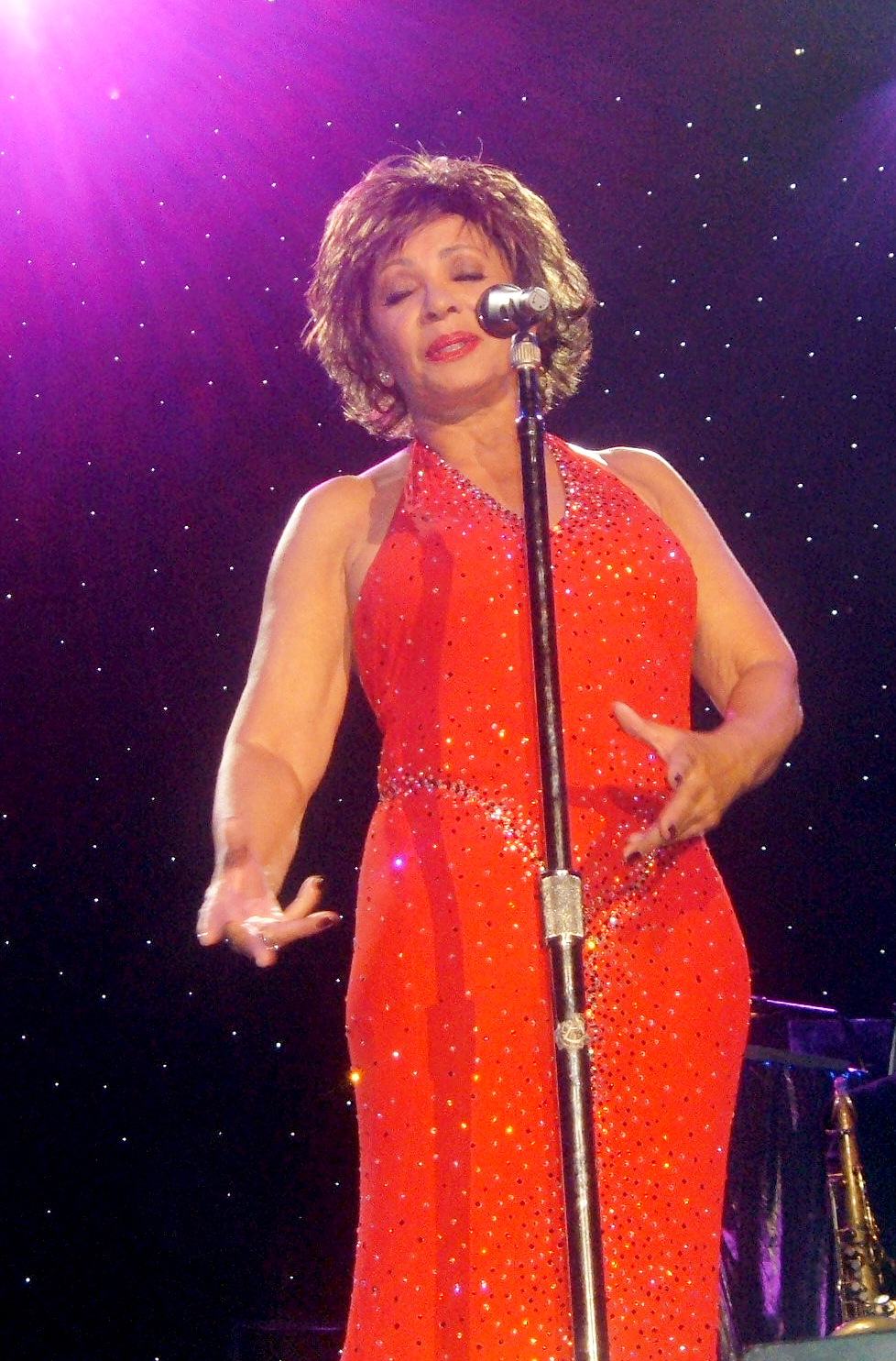
Shirley Bassey, cantora que interpretou três temas de James Bond, foi reconhecida como uma influência em "Skyfall".

No início de 2011, Lia Vollack, presidente de música da Sony Pictures, sugeriu aos produtores Michael G. Wilson e Barbara Broccoli da EON Productions que eles deveriam pedir para Adele gravar uma música tema para o próximo filme de James Bond. Vollack achou que a cantora seria uma boa escolha para o tema por suas músicas terem uma "qualidade evocativa de emoção e assombro" que ela acreditou que traria de volta o "sentimento clássico de Shirley Bassey" associado aos primeiros filmes da série.
Adele, que recentemente havia lançado o álbum 21, admitiu ter ficado inicialmente um "pouco hesitante" sobre concordar em fazer a música. Ao se encontrar com a equipe de Skyfall, a cantora confessou ao diretor Sam Mendes acreditar que não era a pessoa certa para o tema porque "minhas músicas são pessoais, escrevo do coração". Mendes simplesmente respondeu "apenas escreva uma canção pessoal", dizendo para ela usar "Nobody Does It Better" de The Spy Who Loved Me como inspiração; Adele saiu do encontro com o roteiro de Skyfall e, depois de lê-lo, decidiu que não havia como recusar já que ela havia "se apaixonado" pelo enredo do filme. O produtor Paul Epworth, que havia trabalhado com Adele em 21, escreveu a canção junto com ela. A cantora afirmou que gostou de trabalhar sob diretrizes mínimas e breves, mesmo tendo sido algo totalmente novo para ela.
A produção de "Skyfall" levou dezoito meses, desde o primeiro encontro com Adele até o lançamento da canção. Vollack afirmou que isso se deu para "afinar" a canção, já que tanto Epworth quanto Adele queriam garantir que eles "estavam acertando". O primeiro corte da música foi finalizado em outubro de 2011, já que Adele tinha tempo livre depois de cancelar as últimas apresentações da Adele Live por problemas vocais. Em entrevista em fevereiro de 2013, Adele revelou que o primeiro rascunho de "Skyfall" foi escrito em dez minutos. Depois da cantora passar por uma microcirurgia para resolver seus problemas vocais, ela gravou uma demo e enviou para Mendes, que na época estava no meio das gravações principais de Skyfall. O diretor então tocou a música para Broccoli e o ator Daniel Craig, ambos os quais "derramaram uma lágrima". Adele disse que a versão final da canção precisou de duas sessões no Abbey Road Studios em Londres para ser gravada. "Skyfall" tem uma orquestra de 77 músicos regida e orquestrada por J. A. C. Redford.

## Composição e letras

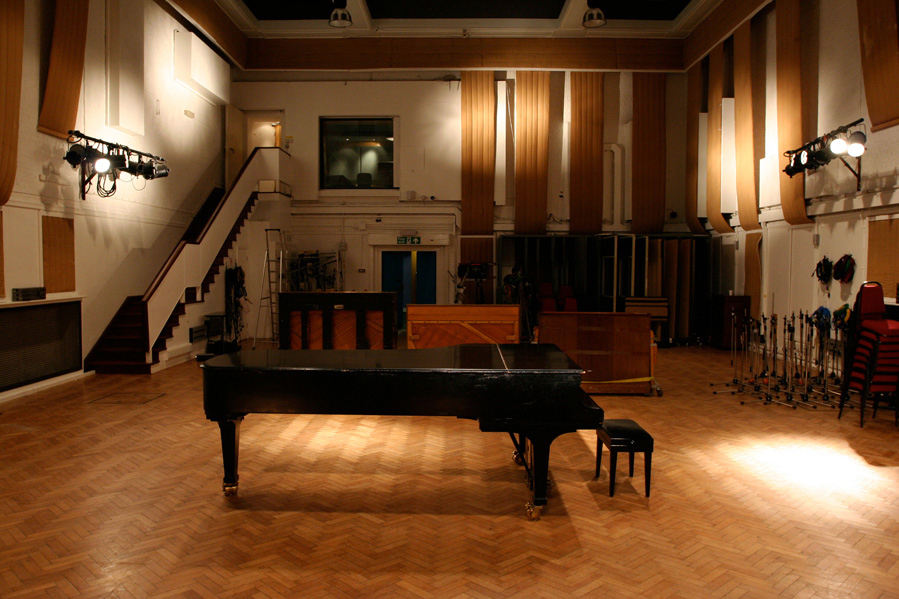
Abbey Road Studio, onde "Skyfall" foi gravada.

"Skyfall" é um pop orquestral de duração de quatro minutos e quarenta e seis segundos. Epworth afirmou que apesar da canção ser uma composição original, ele e Adele tentaram capturar "o sentimento James Bond" dos temas anteriores. A música intencionalmente usa o "James Bond Theme" de Monty Norman após o primeiro refrão. Norman disse que a canção tinha seu selo de aprovação e que a inclusão do tema que ele escreveu para Bond foi "uma coisa muito sensata a fazer, se você quer sentir a 'qualidade James Bond' da música". Epworth também disse que apesar de "Skyfall" ter sido sua primeira experiência escrevendo para um filme, ele já havia anteriormente se envolvido na produção de músicas para James Bond: enquanto trabalhava como operador de fitas no AIR Studios, Epworth gravou algumas trilhas sonoras incluindo Tomorrow Never Dies de David Arnold.
Epworth disse que os produtores pediram "uma balada dramática", então ele e Adele tentaram "fazer algo que era ao mesmo tempo sombrio e final, como um funeral, e depois tentar transformá-lo em algo que não era final. Um sentimento de morte e renascimento". Epworth assistiu os primeiros treze filmes da série procurando o "código musical" das canções, "qualquer que seja o modo musical ou acorde que parece unificar essas canções" e contribuía para o clima e "aquela qualidade de jazz dos anos 60". Ele identificou o fator sendo "1/9 menor como o código harmônico ... as canções de Bond têm que se elaborar nisso", e então escreveu aquilo que se tornaria a parte instrumental de "Skyfall". Ele descreveu como "um momento meio 'Eureka!'". A canção foi composta em uma clave de dó menor usando um compasso de 76 batidas por minuto. O alcance vocal de Adele se estende por uma oitava, de um Sol3 até um Dó5. A letra  segue a narrativa do filme ao invés de se centrar no romantismo. De acordo com Epworth, "Skyfall" é sobre "morte e renascimento", dizendo "É como se, quando o mundo acaba e tudo se resume em torno de suas orelhas, se você cuida do outro, pode conquistar qualquer coisa. Da morte ao triunfo, definitivamente era algo que tentamos capturar". Neil McCormick do The Daily Telegraph descreveu a letra como "levemente sinistra" e com várias referências a alegorias e temas em Bond.

## Lançamento

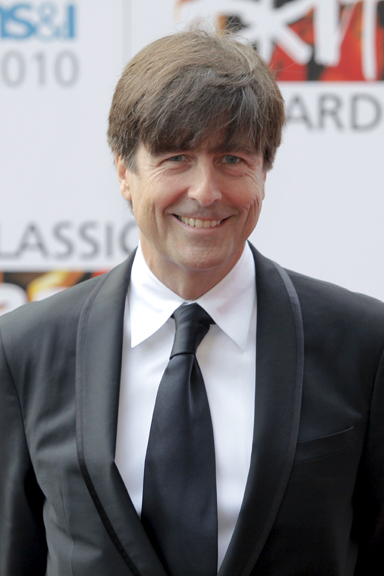
Thomas Newman compôs a trilha orquestral da Skyfall. Uma porção de "Skyfall" foi incluida na faixa "Komodo Dragon".

A canção tema e a identidade de sua intérprete foram mantidas em segredo, porém mesmo assim surgiram rumores sobre o envolvimento de Adele. A cantora primeiro mencionou em setembro de 2011 durante uma entrevista no The Jonathan Ross Show estar gravando "um projeto especial", levando a especulações na mídia que ela estava trabalhando num tema de Bond. Em entrevista para a NRJ em abril de 2012, Adele afirmou que planejava lançar um novo single ao final do ano; entretanto, não estaria precedendo um novo álbum. Outros rumores sobre seu envolvimento circularam em setembro de 2012, quando foi relatado que ela foi vista no Abbey Road Studios onde Thomas Newman estava gravando a trilha orquestral de Skyfall. Também existiram rumores que a música se chamaria "Let the Sky Fall". No mesmo mês, Ryan Tedder, vocalista da banda OneRepublic, postou uma mensagem no Twitter dizendo ter ouvido a canção e que era "o melhor tema de James Bond" da vida dele. O assessor de imprensa de Adele, Paul Moss, mencionou a música em seu Twitter; ambas as mensagens foram posteriormente deletadas. A capa do single vazou na internet, porém o envolvimento de Adele no projeto apenas foi confirmado em 1 de outubro. "Skyfall" foi lançada no dia 5 de outubro de 2012 às 0h07min, horário britânico, como parte do "Dia Global de James Bond", comemorando os cinquenta anos do lançamento de Dr. No.
A canção não foi incluída no álbum oficial da trilha sonora de Skyfall, sendo apenas a segunda vez na história da franquia Bond que a música tema ficou fora do álbum; a primeira foi "You Know My Name" de Casino Royale em 2006. Wilson e Broccoli pediram ao compositor Thomas Newman para incluir uma referência a "Skyfall" na trilha do filme, "para que não parecesse algo 'isolado' no começo do filme". Newman escolheu incluir uma interpolação na faixa "Komodo Dragon", usada na cena em que Bond entra num cassino de Macau. De acordo com o compositor, a cena tinha "um verdadeiro momento de bravata de 'Bond'" e a música se encaixava de acordo. Newman visitou Epworth para pedir conselhos, e Redford, que já estava fazendo a orquestração, acabou arranjando "Komodo Dragon"; Newman não fez o arranjo por achar que a tarefa "já era tão grande e assustadora".

## Repercussão

### Crítica
A canção recebeu críticas positivas. Adam B. Vary da Entertainment Weekly escreveu que "finalmente" há uma grande canção de James Bond. Christopher Rosen do The Huffington Post descreveu a música como uma "música atrevida e emocionante [que] se encaixa perfeitamente com o trabalho de Shirley Bassey nas obras de temas de James Bond". Para a RedEye, Ernest Wilkins deu a "Skyfall" quatro estrelas de um total de quatro e declarou que "é um retorno à forma, e se não te deixa animado para o filme, você não é um fã de Bond". No Daily Record, Rick Fulton elegeu a canção como a "Single da Semana" e a avaliou com quatro estrelas de cinco. Amy Sciarretto na PopCrush deu a "Skyfall" quatro estrelas e meia de cinco e afirmou que era "totalmente gratificante e valeu a pena esperar". Escrevendo para o Idolator, Carl Williot disse que "durante o último terço da canção, Adele faz, realmente, o céu cair, no típico jeito Adele". Michael Roffman da Consequence of Sound comentou que uma "vibrante instrumentação eleva os vocais para as alturas", enquanto que Melinda Newman da HitFix chama a canção de uma "majestosa balada" e um "clássico tema de James Bond". Glenn Gamboa da Newsday também foi positivo, escrevendo que "Skyfall" era "diferente de tudo que [Adele] já fez em sua jovem carreira. É autoconfiante e grandiosa, tirando inspiração de Dame Shirley Bassey enquanto adiciona sua própria fraseologia para deixá-la sua. O estilo de Adele até agora foi minimizar sua grande voz com letras que são questionativas e auto-depreciativas. Entretanto, em 'Skyfall', parece que o ponto de vista de uma diva também combina com ela".
Todd Martens do Los Angeles Times elogiou a canção e disse que ela "diz boas coisas sobre esse futuro sucesso de bilheteria. Não é uma reimaginação ou mudança musical, mas sim o acerto do navio. A canção é grande, audaciosa e parece ser um pouco divertida". Gil Kaufman da MTV também foi positivo, afirmando que a "exuberante canção de Adele se encaixa bem com os clássicos de Shirley Bassey, Paul McCartney e Carly Simon". Christopher John Farley do The Wall Street Journal teve opinião semelhante, escrevendo que a música "tem alcance e dramaticidade, [com] apoio orquestral [que] lhe confere uma atemporaridade clássica que a difere das típicas canções pop. Afinal, por ser um tema de James Bond, a canção também é atravessada por uma ameaça de violência e morte". Joal Ryan da E! escreveu que a música de Adele era "uma fusão, e uma boa, entre o clássico de 1971 de Bassey ['Diamonds Are Forever'] e a versão mais focada de 'The World Is Not Enough' de Garbage". Para o The Hollywood Reporter, Seth Abramovitch escreveu que a canção "instantaneamente parece um tema de Bond, com a abafada voz da cantora colocada contra uma progressão em acorde menor. Feita em um estilo grande e orquestral, o clima – como a cantora – é uma volta aos anos 1960, na época que os temas de Bond como 'Goldfinger' eram suaves, sedutores e maiores que a vida".
Algumas outras críticas foram menos positivas. Jim Farber da Daily News em Nova Iorque escreveu: "Sofre de uma melodia sinuosamente semelhante e uma pesada prorgessão. A grandiosidade desse arranjo facilmente relega a canção", entretanto "ainda assim, o esplendor do tom de Adele e o virtuosismo arco de seu vocal lhe deixa aproveitável. E, depois de cinquenta anos, não é isso que esperamos de um produto de Bond hoje em dia?". Rob O'Connor da Yahoo! deu uma crítica positiva, mas achou que era muito cedo para dizer como "Skyfall" se encaixaria no vasto canône das canções temas de Bond. Neil McCormick do The Daily Telegraph  descreveu a música como "elegante", porém ao mesmo tempo "muito previsível".

### Prêmios

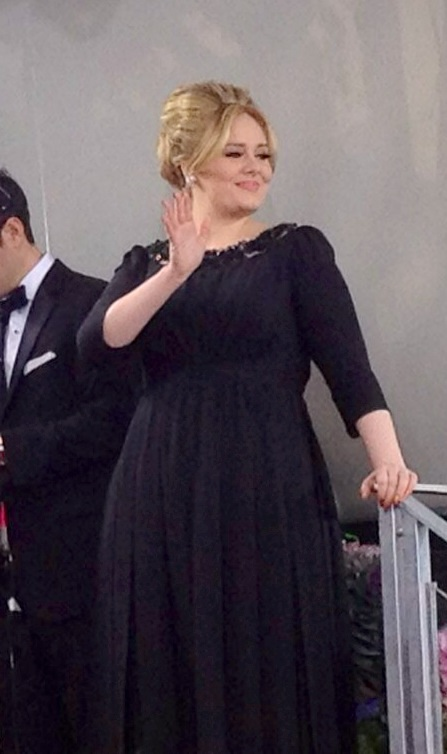
Adele no Globo de Ouro de 2013, onde venceu o prêmio de "Melhor Canção Original".

"Skyfall" venceu o Oscar de Melhor Canção Original; foi o primeiro tema de Bond a conseguir uma indicação desde "For Your Eyes Only" em 1982 e o primeiro a vencer. Também venceu o Critics' Choice Award de Melhor Canção, o Globo de Ouro de Melhor Canção Original e o Prêmio Brit de Melhor Single Britânico do Ano. O discurso de agradecimento de Adele no último prêmio foi feito através de uma mensagem de vídeo já que ela estava em Los Angeles se preparando para sua performance no Oscar. Ela também foi indicada ao Prêmio Satellite de Melhor Canção Original, mas perdeu para "Suddenly" de Les Misérables. "Skyfall" também venceu os prêmios das associações de críticos de Houston, Las Vegas e Phoenix. Em 2014, "Skyfall" venceu o Grammy Award de Melhor Trilha Orquestrada de Mídia Visual.

### Desempenho
"Skyfall" chegou ao primeiro lugar das mais vendidas da iTunes Store britânica em menos de dez horas depois de seu lançamento, superando "Diamonds" de Rihanna. Às 6h de 5 de outubro, a Clear Channel Communications começou a tocar "Skyfall" em 180 estações de rádios por todo os Estados Unidos todas as horas; dentro de 24h, a canção já tinha conseguido uma audiência de dez milhões de ouvintes e começava a figurar dentro das cinquenta mais ouvidas na tabela da Nielsen Broadcast Data Systems. Em 7 de outubro, ela entrou na UK Singles Chart na quarta posição após menos de 48h. A single vendeu 84 mil cópias no Reino Unido durante os dois primeiros dias. No dia 14 de outubro, "Skyfall" chegou na segunda posição da UK Singles Chart com 92 mil vendas. Isso empatou a canção com "A View to a Kill" de Duran Duran como a música tema de James Bond de maior venda na UK Singles Chart. Ela foi a vigésima canção mais vendida no Reino Unido em 2012 com 547 mil cópias. "Skyfall" também estreou em primeiro lugar na Irlanda.
A canção entrou no Billboard Hot 100 na oitava posição, a primeira música de Adele a estrear entre as dez mais, vendendo 261 mil cópias nos Estados Unidos em três dias. Apesar de "Skyfall" ter estreado em oitavo, ela foi na verdade a terceira single mais vendida nos EUA naquela semana – a Hot 100 classifica as canções levando em conta as vendas, quantas vezes foi tocada nas rádios e streaming online. "Skyfall" foi o primeiro tema de Bond a chegar nas dez mais em uma década, e o primeiro a estrear dentro das dez mais. O interesse em "Skyfall" aumentou em 10% nos EUA as vendas de 21, último álbum de Adele. Na semana de 17 de outubro, a segunda depois de seu lançamento, a canção caiu do número oito para o treze.
Depois de Skyfall ter sido lançando na América do Norte, a canção teve um aumento de 66% nas vendas. Remixagens não oficiais também garantiram a canção uma inclusão na tabela da Hot Dance Club Songs em janeiro de 2013, chegando até a décima posição. Depois da vitória da canção no Oscar, as vendas nos EUA subiram em 56% com 56 mil downloads. Na semana seguinte, "Skyfall" teve mais 103 mil downloads e subiu 28 posições na Billboard Hot 100. A música já vendeu mais de cinco milhões de cópias mundialmente. Em janeiro de 2013, "Skyfall" já havia vendido mais de 1.6 milhões de cópias nos EUA, sendo o primeiro tema de Bond a vender mais de um milhão de cópias digitais.

## Performances e covers
Adele interpretou "Skyfall" ao vivo pela primeira vez na cerimônia do Oscar 2013 em 24 de fevereiro, antes de receber seu prêmio. Para se preparar para a performance , a cantora foi aconselhada por Ayda Field, esposa de Robbie Williams, sobre técnicas de respiração para combater medo de palco. Antes na cerimônia, Shirley Bassey havia interpretado outro tema de Bond, "Goldfinger", do filme homônimo. Desde seu lançamento, "Skyfall" já foi interpretada por vários outros artistas de diferentes gêneros. A dupla pop irlandesa Jedward interpretou uma versão acústica da música, enquanto que outras versões já foram feitas por Willow Smith e Paul F. Tompkins. A banda Our Last Night de post-hardcore postou uma cover da música em março de 2013. O site MetalSucks postou em fevereiro de 2013 uma série contendo as interpretações em heavy metal da canção que eles consideravam ruins.

## Formatos e faixas
- Download digital[12]

1. "Skyfall" – 4:46

- CD no Reino Unido/disco de vinil[79]

1. "Skyfall" – 4:46
2. "Skyfall" (instrumental) – 4:46

## Créditos
Gravação
- Gravado no Abbey Road Studios, Londres, Inglaterra.

Pessoal
| - Vocais principais e de fundo – Adele - Composição – Adele e Paul Epworth - Produção – Paul Epworth - Assistentes de produção – Pete Hutchington e Joe Hartwell Jones - Mixagem – Tom Elmhirst - Engenheiro – Matt Wiggins - Engenheiro mestre – Tom Coyne - Arranjo do coral – Paul Epworth - Mestre do coral – Jenny O'Grady - Contratante da orquestra – Isobel Griffiths - Assistente do contratante da orquestra – Charlotte Matthews | - Arranjo orquestral – Paul Epworth e J. A. C. Redford - Orquestração/regente – J. A. C. Redford - Líder da orquestra – Thomas Bowes - Gravação da orquestra – Simon Rhodes - Percussão – Paul Epworth - Guitarra – James Reid - Bateria – Leo Taylor - Piano – Nikolaj Torp Larsen - Baixo – Tom Herbert - Coral – Metro Voices |

## Paradas e certificações
| Parada (2012–13)                               | Melhor posição |
| ---------------------------------------------- | -------------- |
| O campo songid é OBRIGATÓRIO PARA PARADA ALEMÃ | 1              |
| Austrália (ARIA)                               | 18             |
| Áustria (Ö3 Austria Top 75)                    | 2              |
| Bélgica (Ultratop 50 da Valônia)               | 1              |
| Bélgica (Ultratop 50 de Flandres)              | 1              |
| Brasil (Billboard Brasil Hot 100)              | 25             |
| Brasil (Hot Pop Songs)                         | 3              |
| Canadá (Canadian Hot 100)                      | 3              |
| Coreia do Sul (Gaon International Chart)       | 1              |
| Escócia (Scottish Singles Chart)               | 3              |
| Eslováquia (Rádio Top 100)                     | 5              |
| Espanha (PROMUSICAE)                           | 4              |
| Estados Unidos (Billboard Hot 100)             | 8              |
| Estados Unidos (Billboard Adult Contemporary)  | 11             |
| Estados Unidos (Billboard Adult Top 40)        | 14             |
| Estados Unidos (Billboard Dance Club Songs)    | 10             |
| Estados Unidos (Billboard Mainstream Top 40)   | 37             |
| Dinamarca (Hitlisten)                          | 2              |
| Finlândia (Suomen virallinen lista)            | 15             |
| França (SNEP)                                  | 1              |
| Hungria (Rádiós Top 40)                        | 1              |
| Hungria (Single Top 40)                        | 1              |
| Irlanda (IRMA)                                 | 1              |
| Israel (Media Forest)                          | 1              |
| Itália (FIMI)                                  | 1              |
| Japão (Japan Hot 100)                          | 20             |
| Luxemburgo (Billboard)                         | 1              |
| México (AMPROFON)                              | 21             |
| Nova Zelândia (Recorded Music NZ)              | 2              |
| Noruega (VG-lista)                             | 7              |
| Países Baixos (Dutch Top 40)                   | 1              |
| Países Baixos (Single Top 100)                 | 1              |
| Polónia (Polish Airplay Top 100)               | 5              |
| Reino Unido (UK Singles Chart)                 | 2              |
| República Checa (Rádio Top 100)                | 1              |
| Suíça (Schweizer Hitparade)                    | 1              |

| Alemanha (BVMI)                                                      | Platina (300 mil)^    |
| Austrália (ARIA)                                                     | Ouro (35 mil)^        |
| Bélgica (BEA)                                                        | Platina (30 mil)^     |
| Canadá (Music Canada)                                                | 4× Platina (320 mil)^ |
| Estados Unidos (RIAA)                                                | Platina (2 milhões)^  |
| Dinamarca (IFPI Dinamarca)                                           | Platina (30 mil)^     |
| Finlândia (Musiikkituottajat)                                        | Ouro (5.214 mil)      |
| Itália (FIMI)                                                        | 2× Platina (60 mil)^  |
| Nova Zelândia (RIANZ)                                                | Ouro (7.500 mil)^     |
| Reino Unido (BPI)                                                    | Platina (600 mil)^    |
| ^ Número de vendas definido com base apenas no nível de certificação |                       |

| Parada (2012)                       | Posição |
| ----------------------------------- | ------- |
| Bélgica (Ultratop 40 Valônia)       | 16      |
| Bélgica (Ultratop 50 Flandres)      | 8       |
| França (SNEP)                       | 5       |
| Hungria (Rádiós Top 40)             | 38      |
| Países Baixos (Mega Single Top 100) | 8       |
| Reino Unido (UK Singles Chart)      | 20      |